# اينار كريستيانسن
اينار كريستيانسن (بالدنماركية: Einar Christiansen)‏ هو عالم عقيدة وصحفي وكاتب مسرحي دنماركي، ولد في 20 يونيو 1861، وتوفي في 25 سبتمبر 1939.

## وصلات خارجية
- اينار كريستيانسن على موقع ميوزك برينز (الإنجليزية)